# Wood Village, Oregon
Wood Village là một thành phố trong Quận Multnomah, Oregon, Hoa Kỳ. Dân số là 2.860 vào lần điều tra dân số năm 2000. Mặc dù cái tên là Wood Village (Village có nghĩa là làng) nhưng nó được xếp loại là một thành phố.

## Địa lý
Wood Village nằm ở vị trí 45°32′6″B 122°25′7″T / 45,535°B 122,41861°TĐã đưa tham số không hợp lệ vào hàm {{#coordinates:}} (45.535041, -122.418706).1
Theo Cục điều tra dân số Hoa Kỳ, thành phố có tổng diện tích là 0,9 dặm vuông Anh (2,5 km²), tất cả đều là đất.

## Lịch sử
Wood Village được xây dựng như là một thị trấn công ty của nhà máy Reynolds Aluminum, hiện nay đóng cửa. Nó bây giờ là nhà của nhà máy 90.000 bộ vuông của Công ty Merix.